# Svinten
Svinten var en svensk kallblodig travare, valack, som skördade stora framgångar under 1980-talet och början av 1990-talet. Han vann bland annat Elitkampen 1989 med Kenneth Karlsson i sulkyn.
- Starter/Placeringar: 229/103-44-21
- Rekord: 1,24,8K, 1,25,1M, 1,26,1L, 1,23,0aK, 1,25,4aM, 1,27,3aL
- Prissumma: 4 706 570 kr
- Härstamning: Svintor (NO) - Skarpa e: Skarphedin (NO)
- Född: 30 april 1979
- Segrar: Elitkampen 1989,
- Uppfödare: Herbert Lindqvist, Sparreholm
- Tränare:
- Kusk: Kenneth Karlsson